# アルバート・リチャード・ブラウン
アルバート・リチャード・ブラウン（Albert Richard Brown、1839年 - 1913年12月）は、イギリスの航海士、技術者である。

お雇い外国人の一人として明治政府に請われて、明治丸の日本回航に携わった他、郵便汽船三菱会社（現・日本郵船）の汽船購入の周旋、三菱商船学校（現・東京海洋大学海洋工学部）で船員教育に携わった。

## 経歴・人物
1839年、イングランドのハンプシャーリングウッドに生まれる。
1867年（慶応3年）イギリス船マラッカ号の主席一等航海士（Chief Officer）として日本を訪れる。
1868年（明治元年）には明治政府の依頼で、灯台補給船富王丸の船長となった。
1874年（明治7年）の台湾出兵の時には『明治丸』の兵員輸送、日本回航に携わった。また、同時期に郵便汽船三菱会社への汽船の購入を斡旋している。
その後、三菱商船学校の創立に携わる。
1885年（明治18年）に日本郵船会社（現・日本郵船）が設立された際には初代総支配人に就任した。
1889年 イギリスに戻り、グラスゴーで貿易会社エ・ア・ブラウン・マクファレン（A.R BROW McFARLANE& CO.,LTD）を設立する。
1901年 明治天皇より日本人以外としては初めてとなる勲二等瑞宝章を授っている。

## 参考
- デジタル版 日本人名大辞典+Plus（講談社）『ブラウン』- コトバンク
- Olive Checkland (1989). Britain's Encounter with Meiji Japan, 1868-1912. Springer. p. 177. ISBN 9781349106097